# Studenterforeningen
Studenterforeningen är en förening för studenter i Köpenhamn som bildades 1820 på initiativ av bland andra poeten Christian Winther. Föreningens syfte är att vara en samlingspunkt för danskt studentliv och att samla och inspirera studenter och andra som vill ha en bred debatt. 

## Stiftelsen
Tanken på en förening för danska studenter uppstod hos en del av Regensens alumner, som tillsammans med några kamrater 1820 hade börjat hålla enklare symposier. Här sjöng man den 15 juni för första gången Christian Winthers Her under Nathimlens rolige Skygge (Här under natthimlens lugna skugga) med refrängen "Herrer vi ere i Aandernes Rige" (Herrar vi är i den andliga världen) och under middagen gick det runt en lista, undertecknad av sju av de permanenta deltagarna – däribland Winther, Christen Thaarup och Christian Wilster – med uppmaningen att teckna sig som medlemmar i en blivande studentförening. Denna bildades den 16 juni samma år. "[…] till vetenskapens och broderskapets fromma" och trots flera problem lyckades man omsider få polischefens och konsistoriets godkännande. I november öppnades de rum man hyrt på Store Købmagergade för daglig konversation och läsning. Kort därefter började man med kvällssammankomster där mer vetenskapligt och litterärt sinnade medlemmar föredrog en uppsats eller läste poesi. Ibland hade man disputationsövningar på latin eller njöt av musik och då och då slutade kvällen med "Compotation" (dryckeslag).

## Splittring
Studenterforeningen flyttade 1824 till den plats som Jens Christian Hostrup förevigat i sin Ruskantate (studentkantat). Det var en skum plats i hörnet av Boldhusgade och Admiralgade där man höll hus 1824–1835 och 1844–1863. Under avbrottet 1835–1844 hyrde man lokaler i Landsmandsbankens kvarter. Under denna tid gick livet sin gilla gång såsom ovan antytts tills de politiska vågorna under 1830-talet också nådde studenterna.   
Ett utslag av oppositionslust och en längtan efter egna framträdanden var den av Carl Ploug, Jens Christian Hostrup med flera 1839 bildade akademiske Læseforening, oftast kallad Academicum, som trots sina begränsade resurser under några år med framgång konkurrerade med Studenterforeningen. Ett försök 1840 av Andreas Frederik Krieger, Ditlev Gothard Monrad och andra att samla alla politiskt intresserade akademiker i ett "Studentersamfund" stoppades av konsistoriet. Med män som Orla Lehmann, Monrad, Ploug och Edward Philip Hother Hage som ledare  lyckades man samla merparten av studenterna, särskilt då Academicum och Studenterforeningen slogs samman 1844, kring en skandinavisk och nationalliberal politik och man hade stort inflytande då den nya tiden bröt in 1848. Därför blev segern också studenternas och denna känsla satte tydlig prägel på livet i Studenterforeningen under de följande 15 åren, den egentliga nationalliberala perioden. 

## Skötebarn
Studenterforeningen var ett av intelligentians och ämbetsmännens skötebarn och därmed följde ett visst högmod, som dock ofta doldes bakom ungdomligt uppträdande och älskvärdhet, men som fanns där och som kommande tider skulle få sota för. 
Under flera år hade man samlat in pengar till en ny permanent byggnad och den 17 april 1863 ägde inflyttningen rum i närvaro av hela Köpenhamns societet. Huset vid Holmens Kanal var ritat av Johan Daniel Herholdt och utsmyckat av Constantin Hansen. Då kulminerade föreningen. 
På fullt allvar sades det, då kriget stor för dörren, att regeringen inte fattade något beslut utan att ta hänsyn till stämningen i Studenterforeningen. Reaktionen kom, men snart märktes den inte. Utåt syntes allt gå i gamla spår – det var ju ännu ganska sällsynt att studenter rekryterades från andra samhällsklasser än överklassen.

## Georg Brandes
Men då "ny Tider, ny Tanker" kom med Georg Brandes på 1870-talet och slog ned bland huvudstadens intelligentia, bröt häftiga meningsutbyten ut i Studenterforeningen mellan dem som värnade det bestående och dem som ville bryta med all tradition. Detta medförde efter flera års trätande och uppslitande kamp, att en del av oppositionens anhängare, den radikala flanken, 1882 begärde utträde ur Studenterforeningen och bildade sin egen förening, Studentersamfundet. Striden var dock inte över. Den pågick i många år, men under mer dämpade former, mellan den radikala flanken (ett tag med A.G. Larsen som ledare) och den konservativa. Men utvecklingen har också här krävt sin rätt. Studenterforeningen har på grund av sina gamla traditioner inte levt förgäves. Den har lärt sig att ta till vara och på sitt sätt bruka det som var av värde i sin tidigare antagonists doktriner. År 1903 bildades således en arbetsförmedling för studenter och kandidater och på hösten 1904 gav den stöd till att universitetet på sitt program hade allmänbildning av de unga studenterna. Officiellt står Studenterforeningen idag, som vid sitt bildande, neutral i politiskt hänseende. 1910 flyttade föreningen in i sitt nya stora hus i hörnet av Vester Boulevard och Studiestræde. 